# Ludwig Kübler
Pour les articles homonymes, voir Kübler.
Le titre de cet article comprend le caractère ü. Quand ce dernier n'est pas disponible ou n'est pas souhaité, le nom peut-être représenté comme Ludwig Kuebler.
Ludwig Kübler (né le 2 septembre 1889 à Forstenried près de Munich et mort le 18 août 1947 à Ljubljana) est un General der Gebirgstruppe (général de troupes de montagne) allemand de la Heer (armée de Terre) dans la Wehrmacht pendant la Seconde Guerre mondiale. 
L'un des principaux leaders et général commandant des troupes de montagne allemandes, il est placé à la tête de la 4e armée au cours de la bataille de Moscou, mais a été démis de ses fonctions après seulement quelques semaines en janvier 1942. Plus tard, il devient commandeur d'actions contre les Partisans dans la zone d'opérations de la côte Adriatique. Fait prisonnier par les forces yougoslaves en mai 1945, il est condamné pour crimes de guerre et exécuté.

## Enfance
Né à Unterdill, dans la commune de Forstenried près de Munich, son père était le médecin William Kübler et il avait six frères et deux sœurs. En 1895, il est inscrit à l'école primaire de Forstenried qu'il quitte après trois ans, puis se retrouve au lycée de l'abbaye de Schäftlarn, au Gymnasium de Rosenheim et au lycée Louis à Munich.
Il est diplômé en 1908 avec d'excellentes notes dans toutes les matières. Néanmoins, il refuse une place à la prestigieuse fondation académique du Maximilianeum pour suivre une carrière dans l'armée bavaroise et rejoint le 15e régiment d'infanterie en tant que Fahnenjunker cadet, le 20 juillet 1908. À partir du 1er octobre 1909 jusqu'à 14 octobre 1910, il fréquente l'École de guerre à Munich où il est classé cinquième sur 166 élèves de sa promotion. Le 23 octobre 1910, il est promu en tant que lieutenant.

## Première Guerre mondiale
Au début de la Première Guerre mondiale, il sert  sur le front occidental et est impliqué en septembre 1914 dans les combats en Lorraine et autour de Saint-Quentin en tant que commandant d'un peloton de mitrailleuses. Le 24 septembre, une blessure grave causée par des éclats d'obus lui laisse une cicatrice visible sur son visage. Bien que la blessure ne soit pas complètement guérie, il retourne le 13 janvier 1915 à son régiment, qui prend part à la bataille de la Somme. Dans ses premiers mois en avant, Kübler gagne la 
croix de fer 1re et 2e classe (16 septembre et 17 novembre 1914).
Le 21 septembre 1915, il devient l'adjudant de son régiment et le reste pendant presque toute la guerre. Le 18 août 1918, il est nommé commandant du bataillon de son régiment et promu au rang de Hauptmann.

## Entre-deux-guerres
Après la guerre, il est retenu dans la Reichswehr. Il est nommé officier d'état major de l'Armée du Département (T1) de 
Truppenamt (en) pendant quelques années. De 1925 à 1926,  il est le chef d'état-major du  Groupe de commandement 1 à Berlin. En automne 1933, il est dans l'état-major de la 7e division de la Reichswehr de Munich. Le 1er octobre 1934, il est nommé chef d'état-major du VII. Corps d'Armée.
 
Le 1er juin 1935, il est promu commandant de brigade de montagne.

## Seconde Guerre mondiale

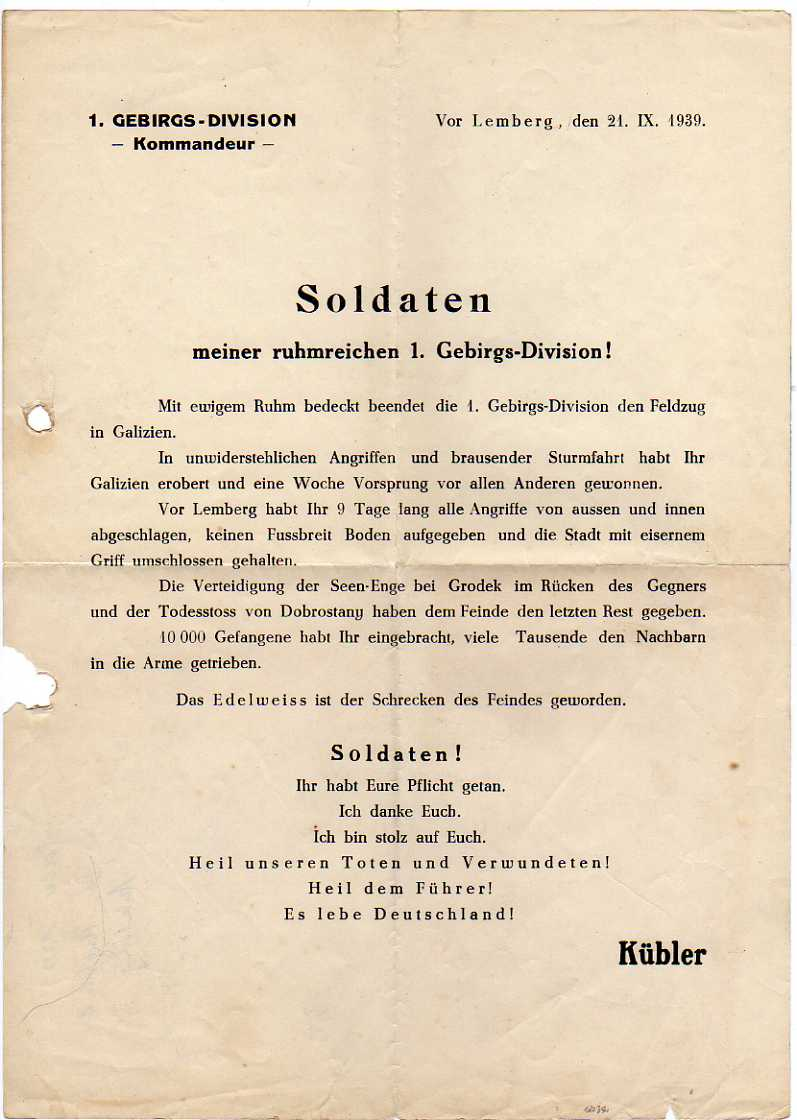
Ordre du jour du général Ludwig Kübler aux soldats de la 1re Division de montagne après la bataille de Lwów (21 septembre 1939)

Au début de la Seconde Guerre mondiale, il reçoit le croix de chevalier de la croix de fer pour son rôle dans la  campagne polonaise. Puis en décembre 1939, il est promu au grade de Generalleutnant. Comme commandant général de la nouvelle 49e corps d'armée de Montagne, il est affecté à mener la conquête annulée de Gibraltar et a ensuite été pendant l'été 1941 impliqué dans l'attaque dans le sud de la Russie et est transféré  de General der Infanterie à General der Gebirgstruppe. Puis, il reçoit le commandement de la 4e armée allemande. Ses performances n'ont pas répondu aux attentes d'Adolf Hitler, et il est transféré vers le commandement de réserve. Il ne reçoit pas d'autre commandement jusqu'à l'été de 1943 et est nommé commandant du 97e corps d'armée. 

Peu avant la fin de la guerre, il est blessé et capturé en Yougoslavie, où, avec son successeur le Generalleutnant Hans von Hößlin (de), il est condamné à mort en 1947 par un tribunal yougoslave pour crimes de guerre. Il est pendu à Ljubljana, le 18 août 1947. Le même sort est réservé à son jeune frère, le Generalleutnant Josef Kübler (de) (1896-1947), qui est également pendu à Belgrade le 26 février 1947.

## Reconnaissances
En mai 1964, la caserne de Mittenwald en Bavière a été nommée d'après le nom de "General-Kübler". En novembre 1995,  Volker Rühe, en tant que Ministre allemand de la Défense, change le nom de "General-Kübler-Kaserne" en «Karwendel-Kaserne».

## Promotions
- Fahnenjunker : 16 octobre 1908
- Fähnrich : 20 février 1909
- Leutnant : 23 octobre 1910
- Oberleutnant : 9 juillet 1915
- Hauptmann : 18 août 1918
- Major : 1er août 1928
- Oberstleutnant : 1er avril 1932
- Oberst: 1er juillet 1934
- Generalmajor : 1er janvier 1938
- Generalleutnant : 1er décembre 1939
- General der Infanterie : 1er août 1940
- General der Gebirgstruppe : 24 novembre 1941

## Décorations
- Croix de fer (1914)
  - 2e classe (16 novembre 1914).
  - 1re classe (17 novembre 1914).
- Croix de chevalier de la croix de fer le 27 octobre 1939